# Højer
Højer (tyska: Hoyer) är en tätort i Tønders kommun i Region Syddanmark i Danmark. Tätorten har 1 066 invånare (2024). Den ligger på Jylland, cirka 11 kilometer väster om Tønder. Højer var centralort i Højers kommun fram till kommunreformen 2007.